# نارسایی کلیه
نارسایی کلیه یا نارسایی کُلیَوی در پزشکی به شرایطی که در آن، کلیه نتواند به‌طور بایسته عمل کند گفته می‌شود و به معنی کاهش شدید عملکرد کلیه است. در این وضعیت، عملکرد کلیه تا کمتر از ۱۵ درصد از عملکرد طبیعی آن، کاهش پیدا کرده‌است. کلیه نقش مهمی در دفع مواد زائد و تعادل آب و الکترولیت‌ها در بدن دارد. نارسایی حاد کلیوی در اثر تخریب بافت کلیه‌ها پدید می‌آید و با فقدان سریع عملکرد کلیوی مشخص می‌شود. این بیماری منجر به ناهنجاری‌های الکترولیتی و بر پایه اسید و احتباس فراورده‌های زاید نیتروژنی از قبیل اوره و کراتینین می‌گردد.
علت اصلی بیماری‌های کلیه مانند سندرم‌های نفروتیک یا نفریتیک هستند. نارسایی کلیوی دو نوع مزمن و حاد تقسیم می‌گردد. هر یک از این دو نوع خود می‌تواند در نتیجهٔ شمار زیادی از دیگر معضلات بدنی پدید آمده باشد. در مراحل انتهایی درمان نگهدارنده، دیالیز (صفاقی یا عروقی) و پیوند کلیه است.

## انواع
نارسایی کلیه به دو نوع حاد و مزمن تقسیم می‌شود. نارسایی حاد در صورت درمان می‌تواند به کلی بهبود یابد اما نارسایی مزمن کلیه معمولاً بدون انجام دیالیز یا پیوند کلیه قابل درمان نیست.

### نارسایی حاد
وجود نشانه‌های نارسایی شامل کاهش شدید ادرار، تجمع نیتروژن و افزایش حجم مایع برون‌سلولی و خیز (ادم) به سه زیرگروه تقسیم می‌شود:
- پیش کلیوی: ناشی از نقص در پرفیوژن خون به کلیه (گلومرول‌ها) به دلیل کاهش در برون‌ده قلبی، کاهش حجم خونی و افزایش در مقاومت رگ‌ها
- کلیوی: ناشی از آسیب‌های شدید به پارانشیم کلیه
- پس کلیوی: پی‌آمد هرنوع بسته‌شدن (انسداد) در مسیر دفع ادرار

### نارسایی مزمن
با نشانه‌های عمده همچون تجمع سموم دفعی از ادرار در بدن و نقص در تعادل فیزیولوژیک.
در اغلب موارد، بیمار سال‌ها به این بیماری مبتلاست بدون آنکه خودش خبر داشته باشد و نهایتاً وقتی علائم این بیماری بروز می‌کند که چاره‌ای جز انجام مکرر دیالیز یا پیوند کلیه نیست؛ بنابراین افرادی که در معرض ابتلا به این بیماری هستند (مثل افراد دیابتی یا فشارخونی) باید به‌طور دوره‌ای آزمایش‌های مربوط به عملکرد کلیه‌شان را انجام دهند تا نارسایی کلیه‌شان در مراحل اولیه کشف شود؛ چون در این صورت می‌توان با دارو و رژیم غذایی سرعت پیشرفت نارسایی کلیه را کند کرد. از علت‌های عمده نارسایی مزمن می‌توان به دیابت، گلومرولونفریت، کیست و بیماری‌های دستگاه ادراری اشاره نمود.

## علل نارسایی کلیه
دیابت و پرفشاری خون از مهم‌ترین علل بروز نارسایی مزمن کلیوی هستند. عفونتهای مکرر، خودایمنی (نوع حاد) و اختلالات الکترولیتی نیز می‌تواند موجب نارسایی کلیه شود. مسمومیتهای دارویی و سم مار از علل نارسایی حاد کلیه هستند. کنترل نکردن این بیماری به از بین رفتن کامل عملکرد کلیه‌ها منجر می‌شود که در این شرایط، انجام دیالیز (تراکافت) یا پیوند کلیه برای ادامه حیات بیمار ضروری خواهد بود.

## رژیم غذایی
بیماران مبتلا به دیابت نوع ۱ و افراد غیرمبتلا به دیابت می‌توانند از یک رژیم غذایی کم‌پروتئین پیروی کنند. به گفتهٔ محققین، این‌گونه رژیم غذایی باعث پیشگیری از گسترش و پیشرفت بیماری می‌شود. این موضوع در افراد مبتلا به دیابت نوع ۲، صدق نمی‌کند. استفاده از یک رژیم غذایی گیاهی می‌تواند برای برخی از بیماران کلیوی مفید باشد. تغذیه از پروتئین‌های گیاهی و حیوانی مناسب نیست و این نوع تغذیه می‌تواند اثرات منفی بر بیماران کلیوی داشته باشد.

## کنترل بیماری
پیش‌آگهی و تشخیص زودهنگام نارسایی کلیوی و آغاز سریع پروسهٔ درمانی و دیالیز، تأثیر زیادی بر کنترل و جلوگیری از پیشرفت و وخامت این بیماری دارد. کاهش و به حداقل رساندن استفاده از داروهای آسیب‌زننده به کلیه مانند داروهای ضدالتهاب غیراستروئیدی و ماده حاجب پرتونگاری، از دیگر روش‌های کنترل و مقابله این بیماری است.
- به دلیل کم‌اشتهایی مبتلایان به این بیماری، بهتر است تعداد وعده‌های غذایی این بیماران افزایش یابد.
- مصرف نمک در این بیماران باید محدود شود.
- مصرف قند و شکر و غذاهای حاوی آن‌ها باید محدود شود.
- نان مصرفی باید کم‌نمک و تهیه شده از آردهای سبوس‌دار باشد.
- حبوبات (مانند نخود، عدس، لوبیا) حاوی مقدار زیادی پتاسیم هستند و بهتر است به شکل محدود مصرف شوند.
- سیب‌زمینی حاوی مقدار زیادی پتاسیم است و برای مصرف آن باید پوست آن از قبل گرفته و به مدت چند ساعت در آب خیسانده شود تا مقدار پتاسیم موجود در آن کاهش یابد.
- سبزی‌ها و میوه‌ها حاوی مقدار زیادی پتاسیم هستند اما به دلیل دارا بودن بسیاری از مواد مغذی ضروری برای بدن، باید به مقدار متناسب از انواع کم‌پتاسیم آن‌ها استفاده کرد.

میوه‌های کم پتاسیم: سیب، نارنگی، لیمو، گریپ‌فروت، انگور، گیلاس، توت‌فرنگی، هلو، آناناس، هندوانه، تمشک، زغال‌اخته.
میوه‌های پرپتاسیم: موز، خرما، پرتقال، کیوی، گلابی، آلو، شلیل، زردآلو، طالبی، گرمک، خربزه، میوه‌های خشک.
سبزی‌های کم‌پتاسیم: خیار، جوانه حبوبات، کاهو، کلم، گل‌کلم، کلم بروکلی، پیاز، لوبیاسبز، فلفل سبز، کدو سبز، بادنجان، شلغم، هویج، تربچه، ریواس، قارچ.
سبزی‌های پرپتاسیم: گوجه‌فرنگی، سیب‌زمینی، چغندر، بامیه، کدوحلوایی، فلفل تند.
- پختن سبزی‌ها سبب بالا رفتن مقدار پتاسیم قابل جذب آن‌ها می‌شود بنابراین بهتر است سبزی‌ها به شکل خام مصرف شوند.